# Chaparral y bosques de California
El chaparral y bosques de California es una ecorregión del suroeste de Oregón y California en Estados Unidos y noroeste de Baja California en México, ubicada en la costa oeste de América del Norte. Es una ecorregión de los bosques y matorrales mediterráneos y forma parte del neártico.

## Configuración

### Tres subregiones
La ecorregión de chaparrales y bosques de California se subdivide en tres ecorregiones más pequeñas.
- Ecorregión costera de salvia y chaparral de California: En la costa sur de California y la costa noroeste de Baja California, así como en todas las Islas del Canal de California y la Isla Guadalupe.
- Chaparral montano y bosques de California: En la costa sur y central adyacente e interior de California, cubriendo algunas de las montañas de las cordilleras costeras, los rangos transversales y las vertientes occidentales de la Cordillera Peninsular septentrional.
- Chaparral y bosques interiores de California: En el interior central de California que rodea el Valle Central de California cubre las estribaciones y las cordilleras transversales y Sierra Nevada.

### Ubicaciones

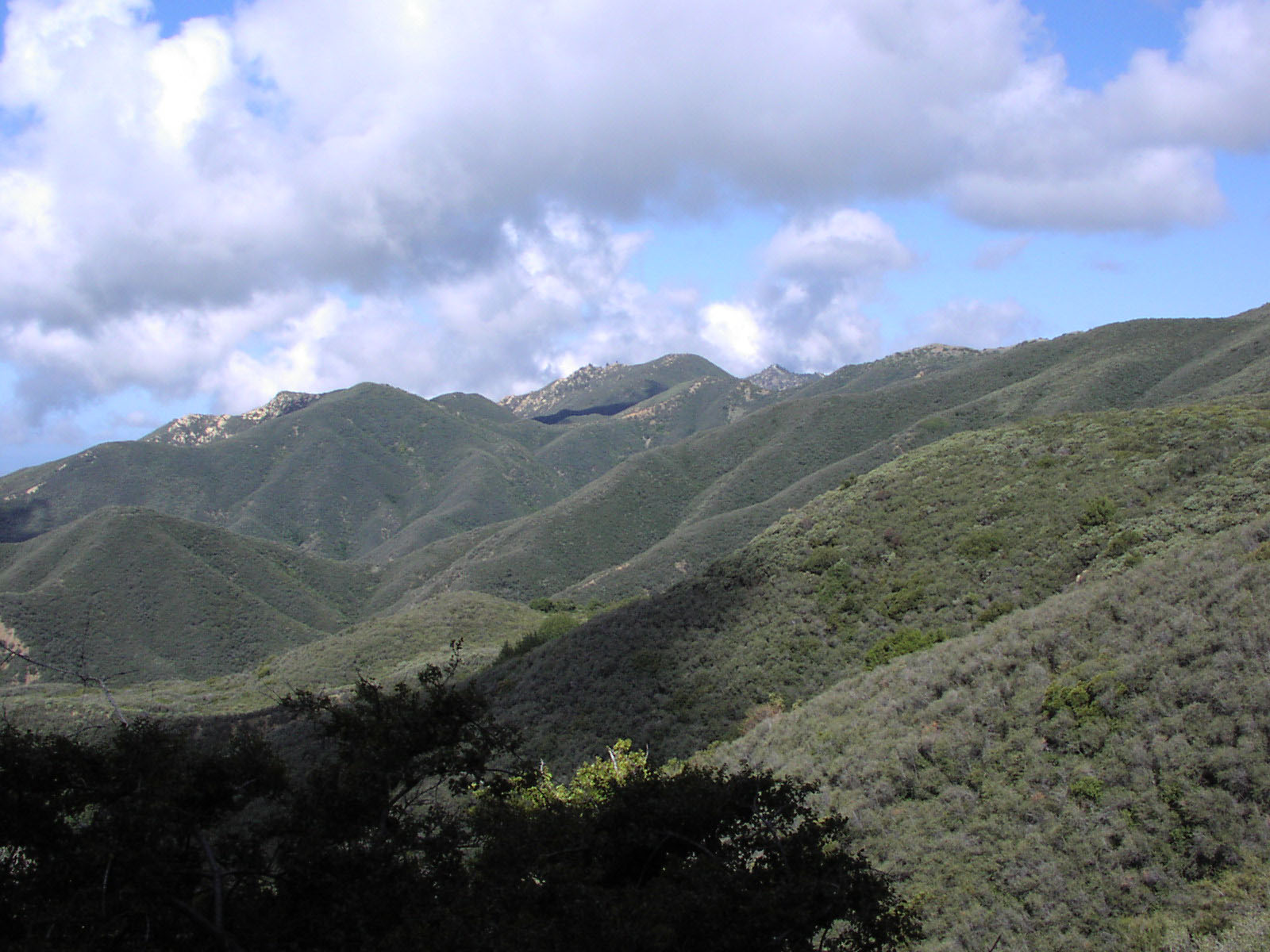
Chaparral montano y bosques en las montañas de Santa Ynez, cerca de Santa Bárbara, California.

La mayor parte de la población de California y Baja California vive en estas ecorregiones, que incluyen el área de la bahía de San Francisco, el condado de Ventura, el área metropolitana de Los Ángeles, el condado de San Diego y Tijuana.
La ecorregión de pastizales del Valle Central de California, así como los bosques de coníferas de Sierra Nevada, los bosques costeros del norte de California y los bosques de Klamath-Siskiyou del norte de California y el suroeste de Oregón, comparten muchas afinidades de plantas y animales con el chaparral y los bosques de California. Muchos botánicos consideran el chaparral y los bosques de California, los bosques de Sierra Nevada, los bosques de Klamath-Siskiyou y los bosques costeros del norte de California como una única provincia florística de California, excluyendo los desiertos del este de California, que pertenecen a otras provincias florísticas. Muchos biorregionalistas, incluido el poeta Gary Snyder, identifican las cordilleras costeras central y norte, Klamath-Siskiyou, el Valle Central y Sierra Nevada como la biorregión de Shasta o la biorregión de Alta California.

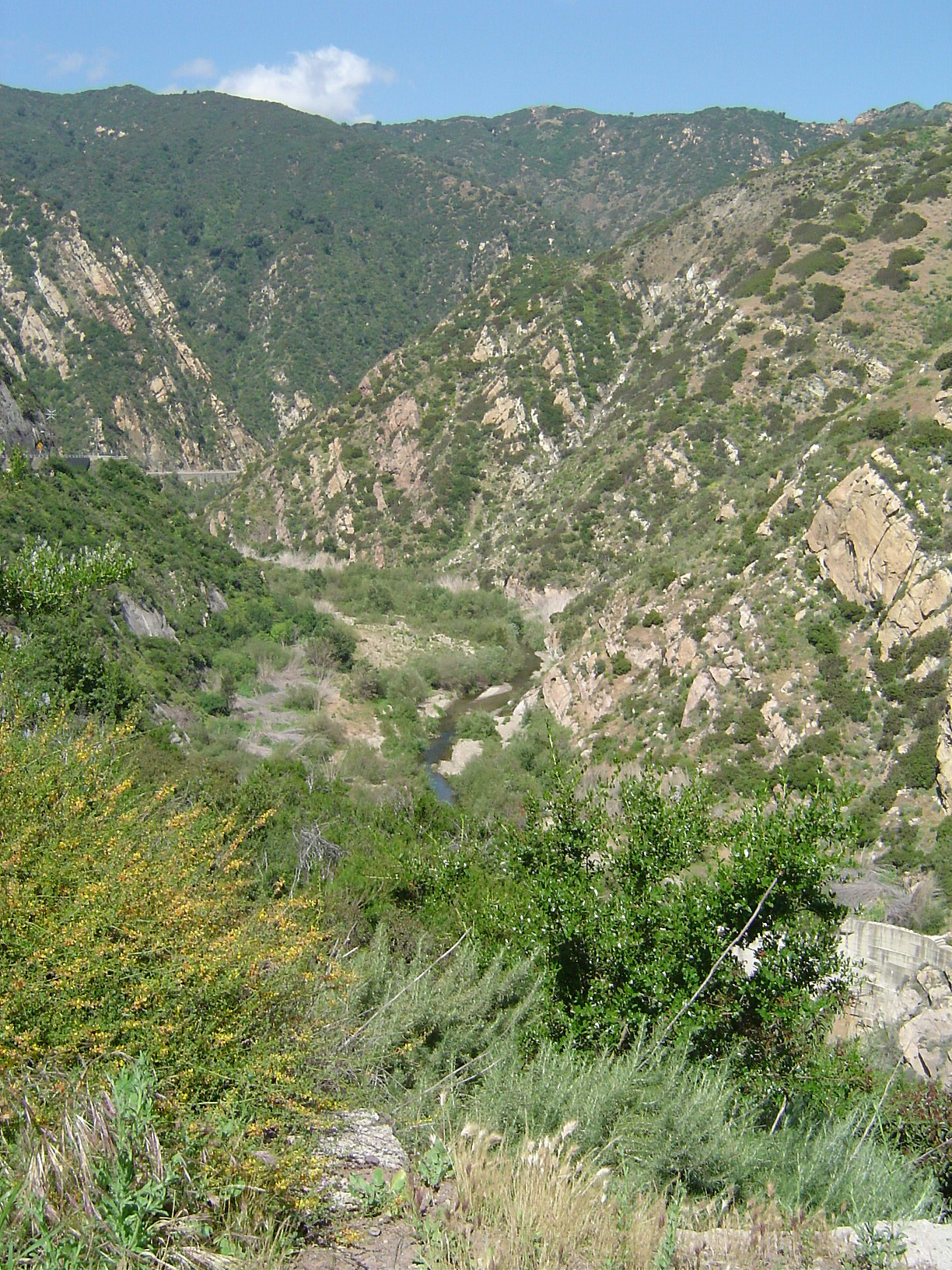
Salvia y chaparral de la costa sur en la sierra de Santa Mónica, cerca de Malibú.

## Flora
La ecorregión incluye una gran variedad de comunidades de plantas, que incluyen pastizales, sabanas y bosques de robles, chaparral y bosques de coníferas, incluidos los rodales del sur de las secuoyas de la costa (Sequoia sempervirens). La flora de esta ecorregión también incluye especies arbóreas como el pino gris o de estribaciones (Pinus sabiniana), el roble matorral (Quercus dumosa), el castaño de indias común (Aesculus californica), el ciprés de Gowen (Cupressus goveniana) y el ciprés de Monterrey (Cupressus macrocarpa), y una gran cantidad de especies de plantas endémicas, incluida la extremadamente rara Montañita de San Gabriel (Dudlea densiflora), la caoba Catalina (Cercocarpus traskiae) y la flor joya (Streptanthus albidus ssp. Peramoenus). La Yuca Chaparral (Hesperoyucca whipplei) es común en las elevaciones más bajas de la zona climática.

## Fauna
Las especies incluyen la perlita californiana (Polioptila californica), el colibrí de costa ( Calypte costae ), el lagarto cornudo de la costa (Phrynosoma coronatum) y la boa rosada (Lichanura trivirgata). Otros animales que se encuentran aquí son la rata canguro Heermann (Dipodomys heermanni), la rata canguro de Santa Cruz (Dipodomys venustus) y el ratón de bolsillo de orejas blancas (Perognathus alticola), este último se encuentra en peligro de extinción.
Otro insecto residente notable de esta ecorregión es el escarabajo de la lluvia (Pleocomidae), pasa varios años viviendo bajo tierra en una etapa larvaria y emerge solo durante las lluvias de la estación húmeda para aparearse.

## Riesgo de incendios
El chaparral, como la mayoría de los matorrales mediterráneos, es altamente resistente al fuego e históricamente se quemó con gran severidad, reemplazando los eventos cada 30 a 100 años. Históricamente, los nativos americanos quemaron chaparral para promover los pastizales para textiles y alimentos. Aunque adaptadas a incendios poco frecuentes, las comunidades de plantas de chaparral pueden ser exterminadas por incendios frecuentes, especialmente con la sequía inducida por el cambio climático. Hoy en día, las frecuentes igniciones accidentales pueden convertir el chaparral de un matorral nativo en un pastizal anual no nativo y reducir drásticamente la diversidad de especies, especialmente bajo sequías de tipo cambio global. El intervalo histórico de retorno de incendios para las comunidades de chaparrales solía ser de 30 a 50 años, pero ahora ha disminuido a 5 a 10 años debido a la interferencia humana.

## Interferencia humana

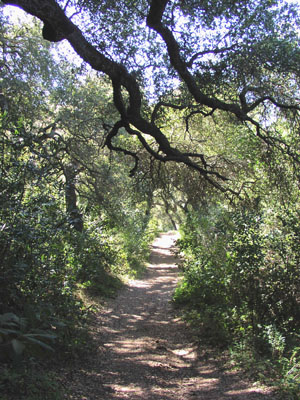
Bosques de robles de California, en Gaviota State Park, cerca de Santa Bárbara, California.

La región se ha visto muy afectada por el pastoreo, la tala, las represas y desviación de agua; la agricultura y urbanización intensiva, así como el ingreso de especies de plantas y animales exóticas. Algunas comunidades de plantas únicas, como el matorral de salvia costera del sur de California, han sido casi erradicadas por la agricultura y la urbanización. Como resultado, la región ahora tiene muchas especies raras y en peligro de extinción, incluido el cóndor de California (Gymnogyps californianus).

## Otras lecturas
- Bakker, Elna (1971) An Island Called California. University of California Press; Berkeley.
- Dallman, Peter R. (1998). Plant Life in the World's Mediterranean Climates. California Native Plant Society–University of California Press; Berkeley.
- Ricketts, Taylor H; Eric Dinerstein; David M. Olson; Colby J. Loucks; et al. (1999). Terrestrial Ecoregions of North America: a Conservation Assessment. Island Press; Washington, DC.
- Schoenherr, Allan A. (1992). A Natural History of California. University of California Press; Berkeley.